# Alison Moir
Alison Moir (* 23. Dezember 1966 in Perth, Western Australia) ist eine australische Schauspielerin.
Moir studierte von 1990 bis 1991 am HBO Studio in New York City. Sie spielte u. a. in Johnny Suede (1991) von Tom DiCillo und Little Princess (1995) von Alfonso Cuarón. Darüber hinaus war sie in einigen Fernsehserien wie Highlander (1996) oder Diagnose: Mord (1997) zu sehen.

## Filmografie (Auswahl)
- 1988: Heiß auf Trab (Hot To Trot)
- 1991: Johnny Suede
- 1993: Joey Breaker
- 1994: Insel der geheimen Wünsche (Exit to Eden)
- 1994: SeaQuest DSV (Fernsehserie, Episode: When We Dead Awaken)
- 1995: Little Princess (A Little Princess)
- 1996: Blackmail – Blutige Abrechnung (Blood Money)
- 1996: The Colony (Fernsehfilm)
- 1996: Highlander (Fernsehserie, Episode: The Blitz)
- 1997: Diagnose: Mord (Fernsehserie, Episode: Delusions of Murder)
- 2006: Sleeper Cell (Fernsehserie, Episode: Salesman)
- 2008: The Last Word
- 2010: Five Star Day
- 2015: The Messengers (Fernsehserie, Episode: Death Becomes Her)
- 2015: Erschütternde Wahrheit (Concussion)